# Lubb
Lubb (Brosme brosme) är en fisk i familjen lakefiskar. 

## Utseende
Lubben har som enda art i ordningen torskartade fiskar en enda ryggfena. Denna är mycket lång och når ända till stjärtfenan. Även analfenan är lång. Fisken blir från 40 upp till 120 centimeter lång, dock vanligtvis mindre. Vikten är mellan 2 och 10 kilogram (vissa källor anger upp till 30 kilogram som maxvikt). Den troliga maxvikten är dock cirka 20 kg. Världsrekordet på sportfiske lyder på 17,20 kg. Den fisken fångades 2008 vid Söröya i Nordnorge av svenske sportfiskaren Anders Jonasson.
Lubben är en utsökt matfisk men den förekommer mycket sällan i fiskdiskarna.

## Utbredning
Lubben lever i kustnära vatten från New Jersey norrut, via Labradorhavet över vattnen söder om Grönland och runt Island, över norra Nordsjön, längs Skandinaviska halvöns kuster bort mot Murmansk och Spetsbergen. Vidare söderöver längs östra Atlantkusten ner till södra Portugal. I Sverige förekommer den i Skagerack.

## Vanor
Den lever nära hårda bottnar i saltvatten på vanligen 150-450 meters djup, som mest 1 000 meter. Ungfiskar går högre upp. Lubben lever ensam eller i små grupper.
Livslängden är minst 20 år (Curry-Lindahl anger cirka 40 år).

## Föda
Kräftdjur, skaldjur, sjöstjärnor och bottenlevande fiskar. Enligt Curry-Lindahl har även havsfåglar förtärts.
Fisken utgör själv föda åt sälar.

## Fortplantning
Lubben leker under vår till sommar på djupt vatten. Honan lägger mellan 2 och 3 miljoner ägg. Dessa och ynglen är pelagiska; ynglen börjar söka sig mot bottnen vid omkring 5 centimeters längd. Den blir könsmogen vid 6 till 10 års ålder.